# 肋裂缝角贝
是象牙贝目象牙贝科细棱象牙贝属的一种。主要分布于中国大陆、台湾，常栖息在水深50－130米。